# Patarasi
Patarasi (en népalais : पातरासी) est un comité de développement villageois du Népal situé dans le district de Jumla. Au recensement de 2011, il comptait 3 791 habitants.